# Tom Shanklin
Tom Shanklin (* 24. November 1979 in Harrow, England) ist ein ehemaliger walisischer Rugby-Union-Spieler, der für die Cardiff Blues und für die walisische Nationalmannschaft spielte. Er gehörte zur Mannschaft, die 2005 und 2008 den Grand Slam bei den Six Nations gewinnen konnte. Shanklin spielte auf der Position Innendreiviertel.

## Karriere
2001 gab Shanklin sein Debüt für Wales gegen Japan. Zu dieser Zeit spielte er für die Saracens in der English Premiership. Er begann seine Karriere bei den London Welsh. Da er in England aufgewachsen ist, konnte er sich zwischen der englischen und walisischen Nationalmannschaft entscheiden. Letztlich folgte er seinem Vater Jim, der aus Wales stammt. Mit der Entstehung der Cardiff Blues wechselte er in die Celtic League. Zu diesem Zeitpunkt hatte er bereits Erfahrung im internationalen Rugby gesammelt. So stand er im Kader zur Weltmeisterschaft 2003, wo er einen Versuch gegen die All Blacks erzielte.
Bei den Six Nations 2005 bildete er zusammen mit Gavin Henson ein überragendes Duo als Innendreiviertel und hatte so großen Anteil am Grand-Slam-Gewinn. Folglich wurde er auch für die British and Irish Lions nominiert. Er verletzte sich jedoch noch vor Beginn der Tour, so dass er nicht aktiv an den Spielen teilnehmen konnte. Er fiel infolge dieser Verletzung nahezu eine komplette Saison aus, so dass auch ein vorzeitiges Karriereende Shanklins nicht ausgeschlossen werden konnte. In der nächsten Saison war er aber wieder Teil des walisischen Kaders, jedoch folgten enttäuschende Six Nations und das Vorrundenaus bei der Weltmeisterschaft. Das Team schlug unter dem neuen Trainer Warren Gatland bei den Six Nations 2008 zurück und konnte sich erneut den Grand Slam sichern. Shanklin wurde dabei in allen Spielen eingesetzt. Mit den Blues gelang ihm 2009 der Gewinn des Anglo-Welsh Cup.
Am 21. April 2009 wurde er erneut für eine Tour der British and Irish Lions nominiert. Aufgrund einer schwerwiegenden Schulterverletzung wird ihm eine Teilnahme jedoch verwehrt bleiben. Zwei Monate nach einer Knieoperation gab Shanklin am 21. April 2011 seinen sofortigen Rücktritt bekannt.